# Яндимиров, Максим Миронович
Макси́м Миро́нович Яндими́ров (8 мая 1963, д. Нижний Регеж, Марийская АССР — 21 июля 2011, Шарм-эш-Шейх, Египет) — советский и российский театральный актёр. Заслуженный артист Российской Федерации (1999).

## Биография
Максим Яндимиров родился 8 мая 1963 года. В 1980 году поступил в ГИТИС им. Луначарского (курс П. О. Хомского; III национальная студия). С 1986 года до конца жизни служил в Московском молодёжном театре Вячеслава Спесивцева. Дебютом актёра стала роль Петрухи в спектакле «Плаха» по роману Чингиза Айтматова. За более чем 20 лет службы в театре сыграл более 50 ролей. Среди основных ролей: Мелькиадес в спектакле «Сто лет одиночества» по роману Г. Гарсиа Маркеса, Ромео в спектакле «Ромео и Джульетта», Лёва Храмов в «Семи днях творения» В. Максимова, Гремин — «Евгений Онегин», Кнуров «Бесприданница» и др.

### Смерть
14 июля 2011 года Яндимиров прилетел на египетский курорт Шарм-эш-Шейх. Сразу после прилёта у актёра произошёл разрыв аневризмы и инсульт, он был госпитализирован в местную клинику International Hospital. Несмотря на тяжёлое коматозное состояние, в госпитале никаких операций не проводилось. Через два дня врачи констатировали смерть мозга, и 21 июля Яндимиров скончался.

## Работы в театре
- «Плаха» (Ч. Айтматов) — Петруха
- «Сто лет одиночества» (Г. Гарсиа Маркес) — Мелькиадес
- «Ромео и Джульетта» (Шекспир) — Ромео
- «Семь дней творения» (В. Максимов) — Лёва Храмов
- «Евгений Онегин» (А. С. Пушкин) — Гремин
- «Бесприданница» (А. Н. Островский) — Кнуров
- «Москва — Петушки» (В. Ерофеев) — Митрич
- «Осень патриарха» (Г. Гарсиа Маркес) — посол
- «Тавро Кассандры» (Ч. Айтматов) — Роберт Борк

### Детские спектакли
- «Щелкунчик»
- «Храбрый портняжка»
- «Маленькая Баба-Яга» — ведьма
- «Русские народные сказки» — зайчик